# Pötzles (Gemeinde Kottes-Purk)
Pötzles ist eine Ortschaft und eine Katastralgemeinde der Gemeinde Kottes-Purk im Bezirk Zwettl in Niederösterreich.
Der Weiler liegt südwestlich von Kottes an der Landesstraße L7186 südlich der Landesstraße L78 die Kottes mit Ottenschlag verbindet.

## Geografie
Der Weiler liegt westlich von Kottes an der Landesstraße L7186 und besteht aus einigen großen landwirtschaftlichen Anwesen. Am 1. April 2020 umfasste die Ortschaft 8 Adressen.

## Geschichte
Der Ort wird spätestens 1302 zum ersten Mal schriftlich erwähnt.
Im Eintrag der Josephinischen Fassion aus Jahre 1786/87 gab es im heutigen Ort 5 Häuser.
Im Jahr 1822 wurde der Ort als Dorf mit vier Häusern genannt, das nach Kottes eingepfarrt war, wohin auch die Kinder eingeschult wurden. Die Herrschaft Prandhof besaß die Ortsobrigkeit, besorgte die Konskription und übte die Landgerichtsbarkeit. Die Untertanen und Grundholde des Ortes gehörten der Herrschaft Prandhof.
Nach der Entstehung der Ortsgemeinden 1849 wurde der Ort eine Katastralgemeinde der Ortsgemeinde Reichpolds.
Laut Adressbuch von Österreich war im Jahr 1938 im Weiler Pötzles ein Landwirt mit Direktvertrieb ansässig.
Im Zuge der Niederösterreichischen Kommunalstrukturverbesserung wurde der Ort durch die Auflösung der Gemeinde Reichpolds am 1. Januar 1967 ein Teil der Gemeinde Kottes-Purk.

## Siedlungsentwicklung
Zum Jahreswechsel 1979/1980 befanden sich in der Katastralgemeinde Pötzles insgesamt 7 Bauflächen mit 5.505 m² und 7 Gärten auf 3.829 m², 1989/1990 gab es 7 Bauflächen. 1999/2000 war die Zahl der Bauflächen auf 23 angewachsen und 2009/2010 bestanden 18 Gebäude auf 33 Bauflächen.

## Bodennutzung
Die Katastralgemeinde ist landwirtschaftlich geprägt. 73 Hektar wurden zum Jahreswechsel 1979/1980 landwirtschaftlich genutzt und 7 Hektar waren forstwirtschaftlich geführte Waldflächen. 1999/2000 wurde auf 71 Hektar Landwirtschaft betrieben und 8 Hektar waren als forstwirtschaftlich genutzte Flächen ausgewiesen. Ende 2018 waren 68 Hektar als landwirtschaftliche Flächen genutzt und Forstwirtschaft wurde auf 11 Hektar betrieben. Die durchschnittliche Bodenklimazahl von Pötzles beträgt 22,6 (Stand 2010).